# 埃德溫·霍姆斯
埃德溫·霍姆斯 （Edwin Holmes，大概出生於1842年，－卒於1919年）， 是英國的天文學家。
他在1892年11月16日發現周期彗星17P/霍姆斯彗星，並因此獲得太平洋天文學會頒授Donohoe彗星獎牌。